# Max Parodi (cantante)
Max Parodi (Genova, 1º luglio 1970 – Genova, 3 novembre 2008) è stato un cantautore e musicista italiano.
Figlio del cantautore dialettale genovese Piero Parodi, molto conosciuto nel capoluogo ligure, Parodi ha alternato le esibizioni dal vivo a collaborazioni discografiche con musicisti come Paolo Bonfanti, Buio Pesto, Massimo Bubola e Yo Yo Mundi.

## Biografia
Parodi è stato attivo sulla scena musicale rock underground dal 1992, anno in cui ha fondato la Little Bridge Street Band, poi diventata La Rosa Tatuata. Nel dicembre del 1995 ha prodotto con questa band un mini-CD di quattro brani dal titolo Prigionieri del Rock n'Roll. Nel 1998 il gruppo ha pubblicato poi un altro CD dal titolo Al centro del temporale.
Nel 2001, in collaborazione con Blindosbarra, Gang, Yo Yo Mundi e Paolo Bonfanti ha pubblicato Bandiera genovese, pubblicato da Massimo Morini dei Buio Pesto.
Per i Buio Pesto ha scritto e co-interpretato alcune canzoni e ha preso parte alle riprese dei due film InvaXon, del 2004, e Capitan Basilico, del 2008.
Dal 2005 al 2007 ha suonato, prima del loro scioglimento, con il gruppo Max Parodi e i Cani Colpevoli, anch'esso da lui fondato.
A giugno 2008 aveva fondato un nuovo gruppo dal nome tratto dal suo ultimo lavoro: i "Gian Maria Volonté" (l'album Volonté è stato pubblicato postumo nel 2010).

### Morte
È morto all'età di trentotto anni per un arresto cardiocircolatorio che lo ha colto nella sua casa di Fegino, alla periferia di Genova.

### Riconoscimenti
Il Comune di Genova ha indetto nel 2013 il concorso "Premio Max Parodi", la cui prima finale si è tenuta il 31 ottobre 2013 al Teatro Verdi di Genova Sestri Ponente.

## Altre collaborazioni

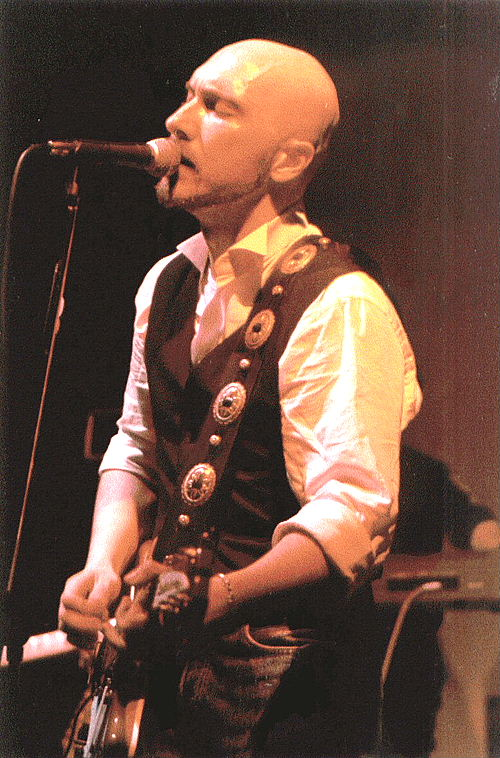
In concerto

Nel corso della sua attività ha partecipato all'apertura dei concerti di vari artisti di valenza internazionale come Willy De Ville, Dan Stuart (Green on Red), Graham Parker e Modena City Ramblers, ed ha partecipato a manifestazioni quali Adidas Streetball ed Äia da respiâ - Genova canta De André.
Dal 2008 aveva iniziato a lavorare ad un CD da solista dedicato alla figura dell'attore Gian Maria Volonté, considerato dal cantautore una continua fonte d'ispirazione. Per fare ciò aveva costituito una nuova band in grado di esprimere al meglio sotto il profilo strettamente musicale i contenuti dell'album, rimasto incompiuto.
La canzone Odo de Zena cantata live nel 2003 assieme ai Buio Pesto, compare nell'album del 2010 dei Buio Pesto, Pesto, album a lui dedicato.
Max era anche un lontano parente del motociclista Roberto e delle giornaliste Cristina e Benedetta.